# Banchory
Banchory är en ort i Storbritannien.   Den ligger i kommunen Aberdeenshire och riksdelen Skottland, i den norra delen av landet, 600 km norr om huvudstaden London. Banchory ligger 60 meter över havet och antalet invånare är 5 978.
Terrängen runt Banchory är kuperad åt sydväst, men åt nordost är den platt. Banchory ligger nere i en dal.Runt Banchory är det ganska tätbefolkat, med 67 invånare per kvadratkilometer. Närmaste större samhälle är Westhill, 16,9 km nordost om Banchory. I omgivningarna runt Banchory växer i huvudsak blandskog.